# 세이지바위쥐
세이지바위쥐(Aconaemys sagei)는 데구과에 속하는 설치류의 일종이다. 아르헨티나 서부에서 발견되며 칠레 중부에서도 서식하는 것으로 추정하고 있다.

## 특징
세이지바위쥐는 꼬리 길이 58~68mm를 제외한 몸길이가 36~40cm이고 몸무게는 83~110g이다. 뒷발 길이는 26~29mm, 귀 길이는 17~19mm이다. 남아메리카 바위쥐 중에서 가장 작은 종이다. 등 쪽 털은 짙은 갈색이고 배 쪽은 누르스름한 갈색이다. 두개골은 남아메리카바위쥐속의 다른 두 종보다 좁고 짧다. 염색체 수는 2n=54 (FN=104)이다.